# Ferrari 246 F1-66
Ferrari 246 F1-66 (также известный как 158/246) — гоночный автомобиль с открытыми колёсами, построенный Ferrari для выступления в гонках. Использовался командами Scuderia Ferrari и Reg Parnell Racing во время сезона Формулы-1 1966 года. В общей сложности машина приняла участие в 4 гонках Чемпионата мира Формулы-1, позволив гонщикам подняться на второе и третье место. 246 F1-66 использовалась в течение сезона совместно с 312 F1.

## Конструкция
Новая модель шасси получила то же цифровое обозначение, что и машина, выступавшая в 1958 году. Как и прежде в названии был отображён объём двигателя и количество цилиндров. В остальном, однако, новый автомобиль с задним расположением двигателя полностью отличался от своего предшественника. Двигатель 246 F1-66 был расположен сзади, он был совмещён с коробкой передач и дифференциалом. Внешний дизайн корпуса, в особенности в области носа, походил на Ferrari 156 F1, у которого также были позаимствованы некоторые технические решения.

## Результаты выступлений в Чемпионате мира Формулы-1
| Легенда к таблице |                                                                    |
| --- | ------------------------------------------------------------------ |
| В таблице перечислены результаты всех Гран-при Формулы-1, в которых использовался автомобиль. Строками таблицы являются сезоны, столбцами — этапы чемпионата мира. В каждой клетке указаны сокращённое название этапа и результат, дополнительно обозначенный цветом. Расшифровка обозначений и цветов представлена в нижеследующей таблице. |                                                                    |
| \| Пример \| Описание \| \| ------------ \| ------------------------------------------------------------------ \| \| 1 \| Победитель \| \| 2 \| Второе место \| \| 3 \| Третье место \| \| 5 \| Финишировал, заработав очки \| \| Сход \| Не финишировал, но при этом заработал очки \| \| 12 \| Финишировал, не получив очков \| \| НКЛ \| Финишировал, но не попал в финальную классификацию \| \| 15 \| Участвовал вне зачёта, либо по отдельной классификации \| \| 18 \| Не финишировал, но попал в финальную классификацию \| \| Сход \| Не финишировал \| \| НКВ \| Не прошёл квалификацию \| \| НПКВ \| Не прошёл предквалификацию \| \| ДСК \| Дисквалифицирован \| \| ИСК \| Исключён из протокола соревнований \| \| ТТ \| Заявлен для участия только в тренировках \| \| НС \| Участвовал в квалификации, но не стартовал в гонке \| \| Т \| Травмирован или болен \| \| ОТК \| Отказ от участия \| \| НТР \| Прибыл на соревнования, но на трассу не выезжал \| \| НПР \| Был заявлен в числе участников, но не прибыл к началу соревнований \| \| О \| Соревнования отменены \| \| \| Не участвовал \| \| Поул-позиция \| \| \| Быстрый круг \| \| |                                                                    |
| Пример | Описание                                                           |
| 1 | Победитель                                                         |
| 2 | Второе место                                                       |
| 3 | Третье место                                                       |
| 5 | Финишировал, заработав очки                                        |
| Сход | Не финишировал, но при этом заработал очки                         |
| 12 | Финишировал, не получив очков                                      |
| НКЛ | Финишировал, но не попал в финальную классификацию                 |
| 15 | Участвовал вне зачёта, либо по отдельной классификации             |
| 18 | Не финишировал, но попал в финальную классификацию                 |
| Сход | Не финишировал                                                     |
| НКВ | Не прошёл квалификацию                                             |
| НПКВ | Не прошёл предквалификацию                                         |
| ДСК | Дисквалифицирован                                                  |
| ИСК | Исключён из протокола соревнований                                 |
| ТТ | Заявлен для участия только в тренировках                           |
| НС | Участвовал в квалификации, но не стартовал в гонке                 |
| Т | Травмирован или болен                                              |
| ОТК | Отказ от участия                                                   |
| НТР | Прибыл на соревнования, но на трассу не выезжал                    |
| НПР | Был заявлен в числе участников, но не прибыл к началу соревнований |
| О | Соревнования отменены                                              |
| | Не участвовал                                                      |
| Поул-позиция |                                                                    |
| Быстрый круг |                                                                    |

| Год       | Команда            | Двигатель      | Шины | Пилот               | 1   | 2   | 3   | 4   | 5   | 6    | 7   | 8   | 9   | Место | Очки    |
| --------- | ------------------ | -------------- | ---- | ------------------- | --- | --- | --- | --- | --- | ---- | --- | --- | --- | ----- | ------- |
| 1966      | Scuderia Ferrari   | Ferrari 2,4 V6 | F D  |                     | МОН | БЕЛ | ФРА | ВЕЛ | НИД | ГЕР  | ИТА | США | МЕК | 2     | 31(32)* |
| 1966      | Scuderia Ferrari   | Ferrari 2,4 V6 | F D  | Лоренцо Бандини     | 2   | 3   |     |     |     |      |     |     |     | 2     | 31(32)* |
| 1966      | Scuderia Ferrari   | Ferrari 2,4 V6 | F D  | Лудовико Скарфиотти |     |     |     |     |     | Сход |     |     |     | 2     | 31(32)* |
| 1966      | Reg Parnell Racing | Ferrari 2,4 V6 | F    | Джанкарло Багетти   |     |     |     |     |     |      | НКЛ |     |     | 2     | 31(32)* |
| Источник: |                    |                |      |                     |     |     |     |     |     |      |     |     |     |       |         |

* Только 6 очков в чемпионате были набраны на 246, остальные на Ferrari 312 F1.